# Bright Angel Park
Bright Angel Park är en park i Kanada.   Den ligger i provinsen British Columbia, i den sydvästra delen av landet, 3 600 km väster om huvudstaden Ottawa. Bright Angel Park ligger 33 meter över havet.
Terrängen runt Bright Angel Park är varierad. Närmaste större samhälle är Duncan, 5,7 km norr om Bright Angel Park. 
I omgivningarna runt Bright Angel Park växer i huvudsak barrskog. Runt Bright Angel Park är det ganska glesbefolkat, med 38 invånare per kvadratkilometer.